# Nazionale maschile di hockey su prato della Danimarca
La nazionale di hockey su prato della Danimarca è la squadra di hockey su prato rappresentativa della Danimarca ed è posta sotto la giurisdizione della Dansk Hockey Union.

## Partecipazioni

### Mondiali
- 1971-2006 – non partecipa

### Olimpiadi
- 1908 – non partecipa
- 1920 – 2º posto
- 1928 – 5º posto
- 1932 – non partecipa
- 1936 – 10º posto
- 1948 – 5º posto
- 1952 – non partecipa
- 1956 – non partecipa
- 1960 – 16º posto
- 1964-2008 - non partecipa

### Champions Trophy
- 1978-2008 – non partecipa

### EuroHockey Nations Championship
- 1970 - 18º posto
- 1974 - 14º posto
- 1978-2007 - non partecipa